# Отте, Катарина
Катарина Отте (нем. Katharina Otte; род. 29 мая 1987, Гамбург) — немецкий хоккеист на траве, полузащитник. Бронзовый призёр летних Олимпийских игр 2016 года, участница летних Олимпийских игр 2012 года, серебряный призёр чемпионата Европы 2009 года.

## Биография
Катарина Отте родилась 29 мая 1987 года в западногерманском городе Гамбург.
Начала играть в хоккей на траве за гамбургский «Гроссфлоттбекер», затем перешла в «Берлинер», с которым в 2010 году выиграла чемпионат Германии.
С 2001 года играла за юношеские и молодёжную сборные Германии. В 2002 и 2003 годах выигрывала золотые медали чемпионата Европы среди девушек до 16 лет. В 2008 году победила на молодёжном чемпионате мира.
3 декабря 2008 года дебютировала в женской сборной Германии.
В 2009 году завоевала серебряную медаль чемпионата Европы в Амстелвене.
В 2012 году вошла в состав женской сборной Германии по хоккею на траве на летних Олимпийских играх в Лондоне, занявшей 7-е место. Играла на позиции полузащитника, провела 6 матчей, забила 1 мяч в ворота сборной Австралии.
В 2016 году вошла в состав женской сборной Германии по хоккею на траве на летних Олимпийских играх в Рио-де-Жанейро и завоевал бронзовую медаль. Играла на позиции полузащитника, провела 1 матч, мячей не забивала.
1 ноября 2016 года была удостоена главной спортивной награды Германии Серебряного лаврового листа за выигрыш олимпийской бронзы.